# Umberto Guidoni
Umberto Guidoni (Rome, 18 augustus 1954) is een Italiaans voormalig ruimtevaarder van de ESA. Guidoni zijn eerste ruimtevlucht was STS-75 en vond plaats op 22 februari 1996. Tijdens de missie werden experimenten uitgevoerd met het Tethered Satellite System (TSS-1R).
In totaal heeft Guidoni twee ruimtevluchten op zijn naam staan. Tijdens STS-100 werd hij de eerste Europeaan aan boord van het Internationaal ruimtestation ISS. Hij was lid van het Europees astronautenkorps.
Van 2004 t/m 2009 was hij lid van het Europees Parlement namens de fractie Europees Unitair Links/Noords Groen Links.